# Frank (krater)
För andra betydelser, se Frank (olika betydelser).
Frank är en nedslagskrater med en diameter på ungefär 23 kilometer, på planeten Venus. Frank har fått sitt namn efter den tysk-nederländska judiska flickan Anne Frank.